# Minderlittgen
Minderlittgen település Németországban, Rajna-vidék-Pfalz tartományban. Lakosainak száma 709 fő (2023. december 31.).

## Népesség
A település népességének változása:
| Lakosok száma | 537  | 677  | 712  | 708  | 716  | 725  | 709  |
|               | 1975 | 2014 | 2017 | 2019 | 2021 | 2022 | 2023 |